# Blauwe ruis (album)
Blauwe ruis is het vijfde studioalbum van de Nederlandse band BLØF en werd in 2002 via EMI uitgegeven. Na de release heeft het album 4 weken lang op nr. 1 gestaan in de Nederlandse Album Top 100. Het behaalde in Nederland de dubbelplatina status.

## Thema's rond de dood van Chris Götte
Dit is het eerste album dat BLØF opnam na het overlijden van hun drummer Chris Götte. Hij kwam om het leven in een motorongeluk even buiten Middelburg op 17 maart 2001. Om deze reden staat er een aantal nummers op het album die duidelijk gaan over de dood van Chris Götte. Het bekendste voorbeeld hiervan is de nr. 12-hit "Dichterbij dan ooit". Ook de nummers "Weggaan" en "Vrienden" hebben de dood van de drummer van het Zeeuwse kwartet als thema. Het album is opgedragen aan Götte met de woorden "Voor Chris, zijn familie en zijn vrienden." Zijn plek werd ingenomen door Norman Bonink, die met Blauwe ruis debuteerde bij BLØF.
Bandleden:

Paskal Jakobsen · Peter Slager · Bas Kennis · Norman Bonink (voormalig: Henk Tjoonk, Chris Götte)

Discografie: